# Hours (album sastava Funeral for a Friend)
Hours je drugi studijski album sastava Funeral for a Friend.

## Popis pjesama
1. All the Rage
2. Streetcar
3. Roses for the Dead
4. Hospitality
5. Drive
6. Monsters
7. History
8. Recovery
9. The End of Nothing
10. Alvarez
11. Sonny